# Hilda Carrero
Hilda Elvira Carrero de Abreu (Caracas, 26 de diciembre de 1951-Caracas, 28 de enero de 2002) fue una actriz venezolana de las populares novelas de televisión de los años 80, tales como Las amazonas, El sol sale para todos, La heredera, La venganza y Julia, entre otras.

## Trayectoria
En el 1973 la organización de Miss Venezuela la invitó a participar en el certamen de belleza, representando al estado Táchira. Ganó el cuarto lugar, lo que le permitió representar a Venezuela en el concurso Miss Internacional en Japón, donde clasificó entre las 15 finalistas. También participó en el Reinado Internacional del Café 1974, en Manizales, Colombia, donde resultó primera finalista (tercera en el orden). Cursó estudios en la Universidad Santa María, donde obtuvo el título de Licenciada en Administración de Empresas. Luego ingresó al mundo del espectáculo. 
Debutó como actriz en el programa Patrulla 88 de Venezolana de Televisión en 1975. Luego ingresó a las filas de Radio Caracas Televisión, donde realizó pequeños papeles como actriz. Ese mismo año ingresó a Venevisión para representar un coprotagónico junto al actor Alberto Marín en la telenovela Emilia (1979), protagonizada por Elluz Peraza y Eduardo Serrano. Se popularizó con la frase de "Mi puchi", término con el que se refería en la trama de la telenovela al hombre que amaba. Su primer protagónico fue en la telenovela Migaja en ese mismo año. Por más de 10 años formó pareja televisiva con el actor Eduardo Serrano, logrando altos niveles de audiencia.
En 1985 la actriz conoció al empresario luso venezolano Juan Fernandes, con quien se casó en diciembre de 1986. En la cumbre de su carrera artística, decidió abandonar su profesión y consagrarse a su matrimonio. Procreó dos hijos, Joao y Johana Fátima.
En 1991 incursionó en la animación, específicamente en el canal Televen donde conduciría el programa La Noche Musical. 
En 1997 le diagnosticaron un cáncer. Falleció el lunes 28 de enero de 2002, a las 9:00 de la mañana, en la clínica La Floresta, a los 50 años de edad. Su último deseo fue que la noticia de su fallecimiento se diera a conocer a los medios de comunicación concluido el acto del sepelio. El pesar se apoderó del ambiente artístico tras conocerse el fallecimiento. Sus restos descansan en el cementerio de La Guairita en la zona este de Caracas.

## Filmografía

### Cine
- Pa' mí tú estas loco (1978)

### Telenovelas
- El Sol sale para todos (1986) (Venevisión) .... Magdalena Pimentel
- Muerte en El Barrio (1985) .... Lina Suárez
- Las amazonas (1985) (Venevisión) .... Isabel Lizárraga
- Julia (1984) (Venevisión) .... Julia
- La venganza (1983) (Venevisión) .... Iris Magdalena Galarraga D'Santis
- La heredera (1982) (Venevisión) .... Cristina Zambrano García
- Querida mamá (1982) (Venevisión) .... María Victoria (Marivi)
- Sorángel (1981) (Venevisión) .... Sorángel
- Andreína (1981) (Venevisión) .... Andreína
- El despertar (1980) (Venevisión) .... Ruth Melania Castillo
- Emilia (1979) (Venevisión) .... Nereida Pardo-Figueroa
- Rosángela (1979) (Venevisión) .... Leticia
- María del Mar (1978) (Venevisión) .... Walkyria Parra Montiel
- Migaja (1977) (VTV)
- Iliana (1977) (RCTV)
- Sabrina (1976) (RCTV) .... Rosita
- Angélica (1976) (RCTV) .... Falina
- Valentina (1975) (RCTV) .... Secretaria

### Series y miniseries
- Flor de durazno (1977) (Venevisión)
- Patrulla 88 (1977) (VTV)

### Películas de TV
- Pesadilla (1980) (Venevisión)
- La dama del alba (1979) (Venevisión)
- Los molinos del diablo (1978) (Venevisión)